# Quirin Agrippi
Quirin Agrippi (* 2001 in Pontresina, Graubünden) ist ein Schweizer Kinderdarsteller, der im Film Heidi (2015) die Rolle des Geissenpeters spielte.

## Leben
Der zum Zeitpunkt der Filmveröffentlichung 14-jährige Quirin Agrippi wurde zusammen mit Anuk Steffen, der Heidi-Darstellerin, aus über 500 Kindern ausgewählt. Beide hatten zuvor keine Schauspielerfahrung.
Agrippi und Steffen haben angekündigt, künftig nicht unbedingt als Schauspieler arbeiten zu wollen. Stand 2021 blieb es die einzige Filmrolle für Agrippi.

## Filmografie
- 2015: Heidi